# Żabia Wola (powiat grodziski)
Żabia Wola – wieś sołecka w Polsce położona w województwie mazowieckim, w powiecie grodziskim, w gminie Żabia Wola.
Wieś szlachecka Wola Wesoła położona była w drugiej połowie XVI wieku w powiecie tarczyńskim ziemi warszawskiej województwa mazowieckiego. W latach 1975–1998 miejscowość należała administracyjnie do województwa skierniewickiego.
Miejscowość jest siedzibą gminy Żabia Wola, znajduje się 34 km od centrum Warszawy.
Wieś położona nad rzeką Mrowną, która w tej okolicy tworzy głęboko wciętą, malowniczą dolinę długości ok. 5 km.

## Historia[8]
W archiwach parafialnych parafii Ojrzanów znajduje się informacja, iż w XV wieku Mikołaj Ojrzanowski (ówczesny dziedzic) polecił karczować okoliczne lasy i osadził tam podległych sobie kmieci. Powstały wówczas (1470) wsie: Żelechów przy Ojrzanowie i Wesoła Wola przy Kaleni. Być może nazwę wsi ze względu na podmokły teren i dużą liczbę żab, zmieniono na Żabią Wolę. Nazwa wsi może pochodzić również od szlacheckiego nazwiska Żaba. „Słownik Geograficzny Królestwa Polskiego” podaje następujące informacje o wsi: „wieś i folwark, powiat błoński, gmina Skuły, parafia Ojrzanów, odległość 8 wiorst od Grodziska (stacja drogi żelaznej), ma 185 mieszkańców.
W 1827 było 20 domów, 187 mieszkańców. W 1886 folwark Żabia Wola rozległy mórg 683: gruntów ornych i ogrodów mórg 576, łąk mórg 476, pastwisk mórg 11, lasu mórg 99, nieużytków mórg 25, budynków murowanych 8, drewnianych 8, las nie urządzony, pokłady torfu. Wieś Stara Żabia Wola osadników 15, mórg 15, wieś Huta Żabiowolska osadników 14, mórg 318”.
Do 1802 r. Żabia Wola była własnością Józefy ze Skulskich Dzierzbickiej. Dla rodziny Dzierzbickich zbudowano dworek w stylu klasycystycznym. 25 czerwca 1802 r. majątek został sprzedany Tomaszowi Bontini za 104 tys. złotych polskich (gorliwie oddaje należne dziedzicowi kościołowi, ma w świątyni pamiątkową tablicę). W okresie międzywojennym właścicielem majątku był Kazimierz Woyciechowski. Kazimierz i Stalla Woyciechowscy mieli cztery córki: Hankę, Krystynę, Julię i Marysię. Marysia w czasie okupacji pracowała w Armii Krajowej jako łączniczka (została aresztowana i rozstrzelana przez Niemców na Pawiaku). Krystyna jeździła doskonale konno (na ulubionym Boyu), interesowała się malarstwem. Wojciech Kossak widząc jej prace, przepowiadał jej „wielką przyszłość malarską” (J.Rozwadowski – „Ostatnie pokolenie”). Oto jak charakteryzuje gospodarza autor „Ostatniego pokolenia” – Jerzy Rozwadowski (właściciel majątku w Książenicach): „...Pan Kazimierz, starej daty szlagon(...) nie był zbyt zamiłowanym gospodarzem. Zaznaczając tu trzeba, że Żabia Wola, choć mniejsza od Książenic, miała o wiele lepszą ziemię i w małym nawet ułamku nie była tak w czasie wojny zniszczona jak majątek swoich rodziców. Stale coś tam nie sztymowało. O ile się orientuję, mimo to jednak kupili sobie w 1937 r. auto, co w owych ciężkich dla rolnictwa czasach było dla ziemian więcej niż luksusem. W rezultacie sprzedali Żabią Wolę i kupili majątek Słomów Kościelny koło Uniejowa”.
W 1930 roku właścicielem majątku Żabia Wola został dr Jan Ślaski. Opuścił go w 1939 r. Podczas okupacji mieszkała w nim jego krewna z Augustowa. Po wyprowadzce majątek rozparcelowano, a dwór przeszedł pod zarząd Gminnego Związku Samopomocy Chłopskiej. Dwór w Żabiej Woli został zbudowany na początku XIX wieku (otoczony parkiem założonym w 1850 r.), a przebudowany w XX w. Po 1945 r. został mocno zdewastowany, a jako obiekt zabytkowy skarbu państwa został poddany w 1988 r. kapitalnemu remontowi i adaptacji do potrzeb ośrodka kultury. Dwór jest murowany z cegły, otynkowanej, parterowy, na planie prostokąta, siedmioosiowy. Pośrodku elewacji frontowej portyk o czterech kolumnach toskańskich zwieńczony trójkątnym drewnianym szczytem. Układ wnętrz dwutraktowy, na osi sieci z drewnianymi schodami na poddasze. Dach naczółkowy, kryty dachówką. We wnętrzu dworku Żabiowolskiego kręcono niektóre sceny do filmu „Pan Tadeusz”. Sam ówczesny właściciel K. Woyciechowski statystował w kilku zdjęciach.